# 遠山龍雲斎
遠山 龍雲斎（とおやま りゅううんさい、生没年不詳）とは、江戸時代の浮世絵師。

## 来歴
師系・経歴不明。龍雲斎と号す。『浮世絵師伝』によれば本姓は藤原、名は政武。江戸中洲に住んでいた。作画期は天明から寛政の頃にかけてで、画風は鳥居清長風といわれ美人画や役者絵、絵暦を残している。

## 作品
- 「雛祭」　大判錦絵　東京国立博物館所蔵
- 「二世市川門之助の工藤」　細判錦絵
- 「遊女の図」　小判摺物　※天明9年（1789年）